# 이명좌
이명좌(李明佐, 1681년 - 1722년)은 임인무옥(壬寅誣獄, 임인옥사)에 희생된 조선 후기의 종친이며, 도정궁(都正宮) 사손(嗣孫)이었다. 노론 우6인(又六人) 중 한명이다. 본관은 전주, 휘는 명좌(明佐), 자는 자우(子遇)이다.

## 생애
덕흥대원군 7대 사손(嗣孫)이었다가 임인사화(壬寅士禍, 신임사화)에 연좌되어 영조가 동생 이명회(李明會)에게 대통(大統)을 잇게 하였다. 아버지는 도정궁(都正宮) 사손(嗣孫) 증 참판(參判) 이세정(李世禎)이며, 어머니는 부제학(副提學) 청송인(淸松人) 심유(沈攸)의 딸로 증 정부인 청송심씨(貞夫人 淸松沈氏)이다.
부인은 감찰(監察) 상주인(尚州人) 박대수(朴大需)의 딸이다.
증 참판 이세정의 장남으로 신유(辛酉) 1681년(숙종 7) 2월 22일 탄생하였다. 1721년(경종 1) 식년시 생원에 급제하여 진사(進士)를 지냈다.
임인(壬寅) 1722년(경종 2) 노론 우6인(又六人) 중 한명으로 임인사화(壬寅士禍, 신임사화) 때 목호룡(睦虎龍)이 경종을 시해하려는 모의가 있었다는 이른바 삼급수(三急手)의 고변으로 노론 3장신(三將臣)의 한 사람이었던 종조(從祖) 충정공 이홍술(李弘述)과 연좌되어 이해 8월 4일 국청(鞫廳)에서 옥에 하옥되었다.
이해 8월 17일 국청(鞫廳)에서 이로써 문목(問目)을 내었더니, 은휘하고 바른 대로 고(告)하지 않았다. 김시태(金時泰)와 면질(面質)시켜 서로 쟁변(爭辨)할 즈음에 자못 의심할만한 단서가 있으므로, 드디어 형문(刑問)하기를 청하였다. 한 차례 형문(刑問)하자 거의 다 실토(實吐)하였지만, 아직도 은휘하고 있으므로 두 차례 형문(刑問)하니, 바른대로 공초(供招)하였다. 그 결안(結案)에 이르기를, “조송이 처음에 종조(從祖)의 의막(依幕)에 가서 은화 3백 냥을 받았고, 제가 또 조송의 생질(甥姪) 이세복(李世福)으로 하여금 종조의 집에 가서 4백 냥을 가져가게 하였으니, 전후에 낸 것이 합하여 7백 냥이 됩니다. 모두 조송에게 보내어 장세상(張世相)에게 쓰도록 하여 환국(換局)을 도모하게 하였습니다. 제가 김시정(金時鼎)과 정우관(鄭宇寬)을 찾아가서 보고 그의 밀어(密語)를 따라 묻기를, ‘환국(換局)하는 일을 어떻게 도모하겠는가?’ 하니, 정우관이 이르기를, ‘장세상에게 들여 보낸 은화(銀貨)는 내전(內殿)에서 도모한 일이 있는데, 멀지 않아 일이 성사(成事)되면 마땅히 스스로 알 것이니, 상세하게 물을 필요가 없다.’고 하였습니다. 하루는 김시태가 와서 말하기를, ‘시사(時事)에 좋은 기회가 있는 것이 명확하다. 오늘 저녁에 그대 집의 대감(大監)께서 마땅히 패초(牌招)받는 일이 있을 것이니, 요동(搖動)하지 말고 속에 융복(戎服)을 입고 소로(小路)를 따라 예궐(詣闕)하는 것이 마땅하다. 나는 바야흐로 영상(領相)의 의막(依幕)에 도로 나가서 또한 이 일을 고하겠다.’고 하였습니다. 제가 벌써 종조(從祖)의 은화를 내어 장세상에게 전송(轉送)하고, 또 정우관(鄭宇寬)을 보고 장세상이 도모하는 일을 물었으니, 궁금(宮禁)에 교통(交通)하며 환국(換局)을 도모하는 모의에 동참(同參)한 것이 적실(的實)합니다.”하였다는 자복을 하고 이날 참형으로 원통하게 향년 42세로 별세하였다.
그리고 영조 을사년에 임인년의 옥안에 대해 다시 논의한 내용에는 민진원이 말하기를, “이명좌(李明佐)는 은(銀)을 내어 궁금(宮禁)과 내통했다는 것으로 승복했는데, 이것은 역모했다고 자복한 사람과는 다릅니다.”하였는데, 영조가 이르기를, “그가 이 일로 승복했는가?”하자, 민진원이 말하기를, “그렇습니다.”하니, 영조가 이르기를, “무고라고 하는 것은 문목 이외에 잡언(雜言)이 있는 것을 말하는 것이다. 이것은 무고와는 다르다.”하였다. 민진원이 말하기를, “적몰된 가산을 돌려주어야 하겠습니까?”하니, 영조가 이르기를, “그렇게 하도록 하라.”하였다.
1724년(영조 1) 영조(英祖)의 명으로 신원(伸寃)이 회복되었다. 1900년(광무 4)에 고종 명으로 5대종손(五代從孫) 이재철(李載哲)에게 봉사(奉祀)하게 하였다.

## 가족관계
- 할아버지 : 이홍일(李弘逸,1640년 - 1718년), 도정궁(都正宮) 사손(嗣孫)
  - 숙부 : 이세기(李世祺, 1662년 - 1699년), 생숙부(生叔父) 증 승지(承旨) 이홍달(李弘達, 1645년 - 1662년)에게 출계.
  - 숙부 : 이세상(李世祥, 1671년 - 1719년)
  - 아버지 : 증 참판(參判) 이세정(李世禎, 1661년 - 1721년), 도정궁(都正宮) 사손(嗣孫)
  - 어머니 : 증 정부인 청송심씨(貞夫人 淸松沈氏, 1659년 - 1710년), 부제학(副提學) 청송인(淸松人) 심유(沈攸, 1620년 - 1688년)의 딸.
    - 남동생 : 이명회(李明會, 1685년 - 1727년), 도정궁(都正宮) 사손(嗣孫), 임인옥사 연좌.
    - 남동생 : 이명진(李明晋, ?년 - 1712년)
    - 남동생 : 이명협(李明協, 1694년 - 1716년)
    - 남동생 : 이명익(李明翼, 1702년 - 1755년), 종숙(從叔) 증 이조참의(吏曹參議) 이세희(李世禧, 1680년 - 1715년)에게 출계하여 충정공 이홍술(李弘述) 양손자가 됨, 임인옥사 연좌.
      - 조카 : 이형규(李亨逵, 1733년 - 1789년)

    - 여동생 : 교수(敎授) 한양인(韓陽人) 조종하(趙鍾夏)에게 출가.
    - 여동생 : 진사(進士) 칠원인(漆原人) 윤덕순(尹德純)에게 출가.
    - 여동생 : 청주인(淸州人) 한성도(韓聖度)에게 출가.
    - 부인 : 감찰(監察) 상주인(尚州人) 박대수(朴大需)의 딸.

## 같이 보기
- 이홍술
- 이명회
- 이세복
- 목호룡
- 김창집
- 신임사화